# Alina Dolgikh
Alina Dolgikh senare gift Gritsina, född 14 september 1982, är en inte längre aktiv rysk handbollsspelare. Hon spelade som vänstersexa.

## Klubbkarriär
Alina Dolgikh började spela handboll i Rostov on Don. Första elitklubben hette då  Rostselmash i Rostov  2001–2002. Klubben bytte namn till GK Rostov-Don 2002 och hon spelade kvar i klubben till 2004. Sedan spelade hon tre år för GK Lada från Toljatti och vann sina första ryska ligatitlar 2005 och 2006. 2007 återvände hon till Rostov-Don. Hon avslutade elitkarriären 2010. Hennes främsta meriten i klubbar är finalplatsen i EHF:s Champions League 2006–2007.

## Landslagskarriär
Alina Dolgikh spelade för Rysslands damlandslag i handboll i VM 2001 och 2003. Hon vann VM-guld 2001 i Italien men var inte med i truppen 2005, däremot tillhörde hon truppen i EM 2004. Landslagsstatistiken är okänd.